# Mistrzostwa Świata w Lekkoatletyce 2009 – bieg na 3000 m z przeszkodami kobiet
Bieg na 3000 m z przeszkodami kobiet to jedna z konkurencji rozgrywanych podczas XII mistrzostw świata w lekkoatletyce.
Bieg finałowy rozegrano 17 sierpnia 2009, a eliminacje dwa dni wcześniej.

## Rekordy
W poniższej tabeli przedstawione są: rekord świata, rekord mistrzostw świata, rekord Polski oraz rekordy poszczególnych kontynentów z dnia 13 sierpnia 2009 roku.
| Rekord świata                                  | Gulnara Samitowa-Gałkina (RUS)      | 8:58,81 | Pekin, Chiny            | 17 sierpnia 2008    |
| Rekord mistrzostw świata                       | Jekaterina Wołkowa (RUS)            | 9:06,57 | Osaka, Japonia          | 27 sierpnia 2007    |
| Listy światowe                                 | Marta Domínguez (ESP)               | 9:09,39 | Barcelona, Hiszpania    | 25 lipca 2009       |
| Rekord Afryki                                  | Eunice Jepkorir (KEN)               | 9:07,41 | Pekin, Chiny            | 17 sierpnia 2008    |
| Rekord Azji                                    | Liu Nian (CHN)                      | 9:26,25 | Wuhan, Chiny            | 2 października 2007 |
| Rekord Ameryki Północnej, Środkowej i Karaibów | Jennifer Barringer (USA)            | 9:22,26 | Pekin, Chiny            | 17 sierpnia 2008    |
| Rekord Ameryki Południowej                     | Sabine Heitling (BRA)               | 9:41,22 | Londyn, Wielka Brytania | 25 lipca 2009       |
| Rekord Europy                                  | Gulnara Samitowa-Gałkina (RUS)      | 8:58,81 | Pekin, Chiny            | 17 sierpnia 2008    |
| Rekord Australii i Oceanii                     | Donna MacFarlane (AUS)              | 9:18,35 | Oslo, Norwegia          | 6 czerwca 2008      |
| Rekord Polski                                  | Wioletta Frankiewicz-Janowska (POL) | 9:17,15 | Ateny, Grecja           | 3 lipca 2006        |

## Wyniki finału
| WR – rekord świata \| CR – rekord mistrzostw \| NR – rekord kraju \| AR – rekord stadionu           |
| SB – najlepszy wynik w sezonie \| WL – najlepszy wynik na listach światowych \| PB – rekord życiowy |

| Lp. | Zawodnik                 | Kraj       | Wynik   | Uwagi |
| --- | ------------------------ | ---------- | ------- | ----- |
| 1   | Marta Domínguez          | Hiszpania  | 9:07,32 |       |
| 2   | Julia Zarudniewa         | Rosja      | 9:08,39 |       |
| 3   | Milcah Chemos Cheywa     | Kenia      | 9:08,57 |       |
| 4   | Gulnara Samitowa-Gałkina | Rosja      | 9:11,09 |       |
| 5   | Jennifer Barringer       | Etiopia    | 9:12,50 |       |
| 6   | Habiba Ghribi            | Tunezja    | 9:12,52 |       |
| 7   | Ruth Bosibori            | Kenia      | 9:13,16 |       |
| 8   | Gladys Kipkemoi          | Kenia      | 9:14,62 |       |
| 9   | Antje Möldner            | Niemcy     | 9:18,54 |       |
| 10  | Zemzem Ahmed             | Etiopia    | 9:22,64 |       |
| 11  | Jéssica Augusto          | Portugalia | 9:25,25 |       |
| 12  | Katarzyna Kowalska       | Polska     | 9:30,37 |       |
| 13  | Sofia Assefa             | Etiopia    | 9:31,29 |       |
| 14  | Eva Arias                | Hiszpania  | 9:33,34 |       |
| 15  | Sophie Duarte            | Francja    | 9:33,85 |       |